# إسماعيل خليل
إسماعيل خليل (11 جويلية 1932- 20 نوفمبر 2017)، سياسي ودبلوماسي ورجل اقتصاد تونسي تولى الوزارة في عهدي الرئيسين بورقيبة وبن علي كما شغل منصب محافظ البنك المركزي التونسي بين 1987 و1990. التحق بعد تخرجه من كلية الحقوق بغرونوبل بالسلك الدبلوماسي فعمل كسكريتير في سفارة تونس بروما ثم كمستشار بالسفارة بواشنطن، ثم على التوالي سفيرا في لندن وبروكسل وبون قبل أن يعين مديرا للتعاون الدولي في وزارة الشؤون الخارجية. كلف بين 1979 و1980 بإدارة الخطوط الجوية التونسية ثم التحق بالبنك الدولي حيث عمل كمستشار (1980-1982). عين بعد عودته إلى تونس مستشارا دبلوماسيا في وزارة الخارجية (1982-1983)، وفي فيفري 1983 أصبح مستشارا لدى الوزير الأول محمد مزالي. دخل للحكومة في 18 جوان 1983 كوزير للتخطيط  خلفا لمنصور معلى، وفي 8 جويلية 1986 أضيفت إليه حقيبة المالية في مناخ اقتصادي صعب بسبب أزمة الديون التي تعاني بها البلاد. في 27 أكتوبر 1987 عين في منصب محافظ البنك المركزي التونسي، واستمر فيه بعد وصول زين العابدين بن علي إلى السلطة. في 3 مارس 1990 عين كوزير للخارجية لبضعة أشهر  ثم عين كسفير في الولايات المتحدة الأمريكية. التحق بعد نهايته مهامه بواشطن بالقطاع الخاص حيث عمل كمستشار في مجموعة بنك الأمان وكرئيس مجلس إدارة في تأمينات كومار.